# Члени Меджлісу кримськотатарського народу (1917)
Члени Меджлісу кримськотатарського народу (1917) — представницького органу кримських татар, який був створений у грудні 1917 р. на Курултаї кримськотатарського народу. Тоді ж було сформовано виконавчий орган Меджлісу — Директорію.
1. Челебіджіхан Номан
2. Джафер Сейдамет Киример
3. Хільмі Аб. — селянин, здобув освіту в Османській імперії.
4. Амет Озенбашли
5. Чапчакчі Х. — син цирульника, селянина, здобув освіту в Російській імперії.
6. Хаттатов Сеітджеліль — син учителя, здобув середню освіту в Російській імперії.
7. Айвазов Асан Сабрі
8. Джемалединов Керім — здобув середню освіту в Османській імперії.
9. Леманов Измаїл Леманович — здобув освіту в Російській імперії та Єгипті (Каїр).
10. Махмуд Хамди — здобув духовну освіту в Османській імперії.
11. Боданінський Алі Абдурефійович
12. Боданінський Усеїн Абдурефійович
13. Кудус Якуб — здобув освіту в Османській імперії.
14. Одабаш Бекир — селянин, здобув середню освіту в Османській імперії
15. Акчокракли Осман
16. Таракчі Сейтумер — здобув освіту в медресе у Криму.
17. Ахмед Шукрі — здобув освіту в Османській імперії.
18. Сюкюти Абдурахман — селянин, здобув освіту в Османській імперії.
19. Тинчеров Хафіт — здобув освіту в Російській імперії.
20. Керменчекли Якуб — здобув освіту в Османській імперії.
21. Челебієв Мидер Ариф — здобув освіту в Російській імперії.
22. Озенбашли Ибрагим — здобув освіту в Російській імперії.
23. Гаспринська Шефіка Ісмаїловна
24. Боданінська Аріфе — початкова освіта
25. Меметов Селім — здобув освіту в медресе у Криму.
26. Муслюмов Аким — початкова освіта.
27. Байбуртли Я. — здобув освіту в Османській імперії.
28. Лятиф-Заде Абдулла — здобув освіту в Османській імперії та Російській імперії.
29. Куртієв Мустафа — здобув освіту в Російській імперії.
30. Дерменджи Темиркан — здобув освіту в медресе у Криму.
31. Ахундов Рустем — юрист, здобув освіту в Російській імперії.
32. Билялов Ягья — здобув освіту в Російській імперії (у Криму).
33. Тулеєв Абди Зехал — здобув середню освіту в Російській імперії (у Криму)
34. Карабіберов — селянин.
35. Джалтир Сейдамет — здобув початкову освіту в Російській імперії (у Криму)
36. Адаманов Емір Асан — комерсант, має середню російську освіту.
37. Чалбаш Аппас — комерсант, має середню російську освіту.
38. Калган — селянин, учитель, здобув середню освіту в Османській імперії.

Ще 33 особи не встановлено.